# Conus echo
Conus echo é uma espécie de caracol marinho, um molusco gastrópode marinho da família Conidae, os caracóis cônicos, conchas cônicas ou cones.
Esses caracóis são predadores e venenosos. Eles são capazes de “picar” humanos.

## Descrição
O tamanho da concha varia entre 38 milímetros e 69 milímetros.

## Distribuição
Esta espécie ocorre no Oceano Índico ao largo da Somália .